# Campeonato Paulista 1941
In 1941 werd het 40ste Campeonato Paulista gespeeld voor clubs uit de Braziliaanse staat São Paulo. De competitie werd gespeeld van 9 maart tot 19 oktober. Corinthians werd kampioen.

## Eindstand
| Plaats | Club                | Wed. | W  | G | V  | Saldo | Ptn. |
| ------ | ------------------- | ---- | -- | - | -- | ----- | ---- |
| 1.     | Corinthians         | 20   | 16 | 3 | 1  | 61:17 | 35   |
| 2.     | São Paulo           | 20   | 13 | 5 | 2  | 55:32 | 31   |
| 3.     | Palestra Itália     | 20   | 12 | 6 | 2  | 44:19 | 30   |
| 4.     | Portuguesa          | 20   | 7  | 6 | 7  | 43:46 | 20   |
| 4.     | Santos              | 20   | 8  | 4 | 8  | 59:60 | 20   |
| 6.     | São Paulo Railway   | 20   | 7  | 4 | 9  | 48:53 | 18   |
| 6.     | Hespanha            | 20   | 8  | 2 | 10 | 48:57 | 18   |
| 8.     | Portuguesa Santista | 20   | 4  | 7 | 9  | 41:43 | 15   |
| 9.     | Ypiranga            | 20   | 5  | 4 | 11 | 49:52 | 14   |
| 9.     | Juventus            | 20   | 5  | 4 | 11 | 32:49 | 14   |
| 11.    | Comercial           | 20   | 1  | 3 | 16 | 27:76 | 5    |

|  | Kampioen |

### Kampioen
| Campeonato Paulista de 1941      |
| São Paulo                        |
| -------------------------------- |
| CORINTHIANS Kampioen (12° titel) |

## Topschutter
| Speler            | Speler | Goals | Club        |
| ----------------- | ------ | ----- | ----------- |
| Vlag van Brazilië | Teleco | 26    | Corinthians |